# Monacké euromince

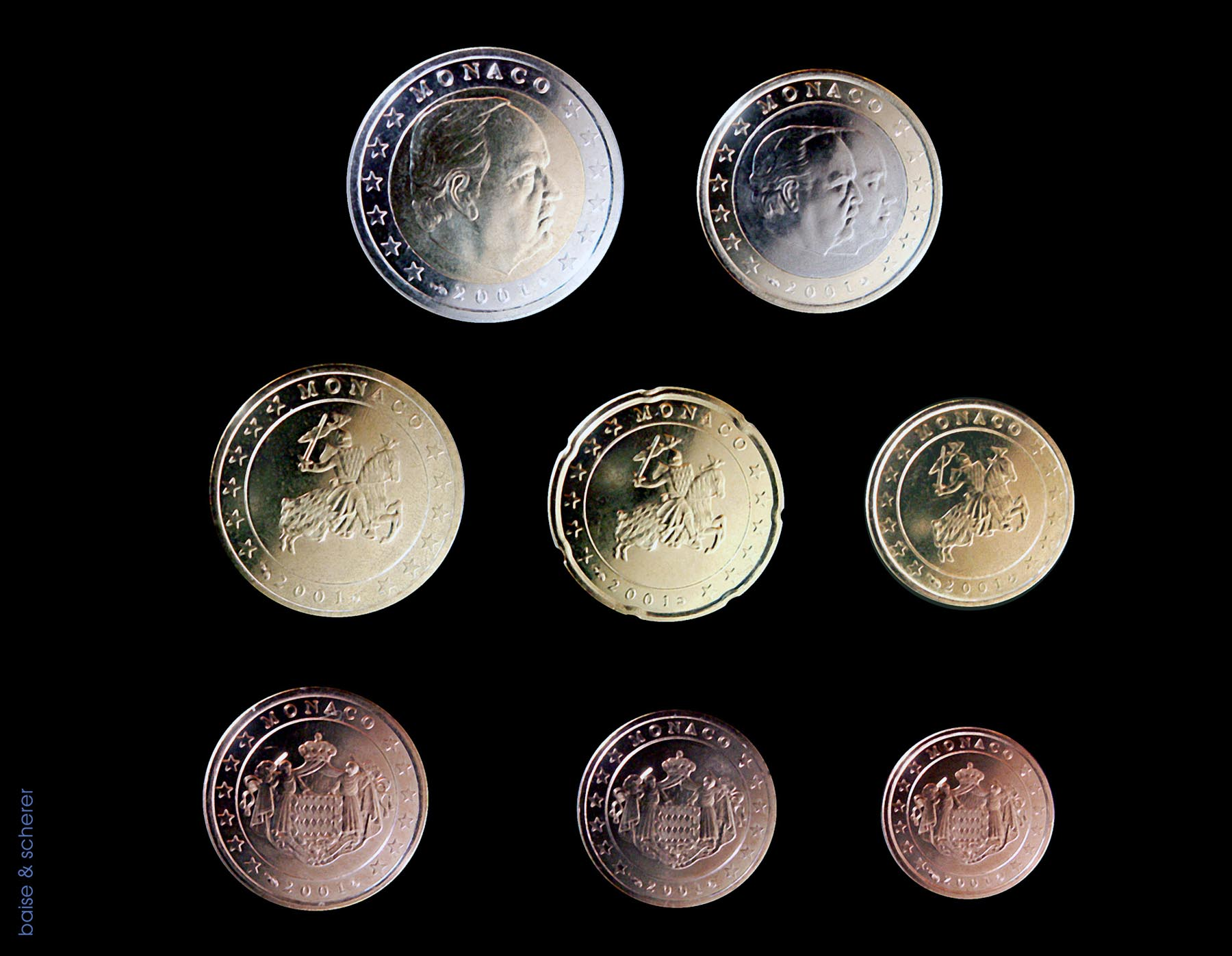
První série monackých euromincí (národní strana)

Monacké euromince jsou v oběhu od 1. ledna 2002. Monako není členem Evropské unie ani Evropské měnové unie, ale díky měnové unii s Francií smí razit své originální euromince. Pro jejich nevelké množství jsou cenným artiklem obchodu mezi sběrateli.

## První série
Na mincích nejmenších hodnot je zobrazen znak Monaka, na mincích středních hodnot monacká pečeť, na minci 1 euro jsou portréty tehdejšího knížete Rainiera III. a současného dědičného knížete Alberta II. a na minci 2 eura pouze portrét knížete Rainiera III. Na všech mincích je nápis „Monaco“, 12 hvězd symbolizujících Evropskou unii a rok vyražení.

## Druhá série
Poté, co Albert II. nastoupil na trůn, byly schváleny nové motivy na mincích a první nové mince byly vydány v prosinci 2006. Mince nejmenších hodnot nebyly změněny a stále obsahují znak Monaka. Na mincích středních hodnot je zobrazen monogram knížete Alberta II. a na mincích 1 a 2 eura portrét Alberta II. Na všech mincích je nápis „Monaco“, 12 hvězd symbolizujících Evropskou unii a rok vyražení.

## Pamětní mince

### Dvoueurové oběžné mince
Následující tabulka zahrnuje 2€ pamětní mice vydané mezi roky 2004 a 2024.
1. 2007 - 25 let od úmrtí Grace Kelly
2. 2011 - svatba knížete Alberta II. a Charlene Wittstockové
3. 2012 - 500. výročí nezávislosti Monaka vyhlášené zakladatelem Lucienem 1. Grimaldim
4. 2013 - 20. výročí členství v OSN
5. 2015 - 800. výročí vybudování prvního hradu na monacké skále
6. 2016 - 150 let od založení Monte Carla
7. 2017 - Knížecí karabiniéři (pěší vojsko Monaka) - 200 let od založení
8. 2018 - 250. výročí narození Françoise Josepha Bosia
9. 2019 - dvousté výročí nástupu prince Honorého V. na trůn
10. 2020 - 300. výročí narození prince Honorého III.
11. 2021 - 10. výročí uzavření sňatku knížete Alberta II. Monackého a kněžny Charlene
12. 2022 - 100. výročí úmrtí Alberta I. Monackého
13. 2023 - 100. výročí narození Rainiera III.
14. 2024 - 500. výročí podpisu dohody s Karlem V. Habsburským